# Mikołajewice-Kolonia
Mikołajewice-Kolonia [pronunciación en polaco: /mikɔwajɛˈvit͡sɛ kɔˈlɔɲa/] es una aldea ubicada en el distrito administrativo de Gmina Lutomiersk, dentro del condado de Pabianice, Voivodato de Łódź, en el centro de Polonia. Se encuentra a unos 2 kilómetros al sur de Lutomiersk, a 17 kilómetros al noroeste de Pabianice, y a 20 kilómetros al oeste de la capital regional Łódź.